# Carl Gentile
Carl Gentile (Saint Louis, 23 febbraio 1943) è un ex calciatore statunitense, di ruolo centrocampista.
Per i suoi meriti sportivi Gentile è stato inserito nel 1994 nel famedio della Saint Louis University e l'anno seguente nella "St. Louis Soccer Hall of Fame".

## Carriera

### Calcio

#### Club
Formatosi nella rappresentativa della Saint Louis University, passa al St. Louis White Star, con cui vince nel 1966 la Missouri State Professional Open Cup e l'Amateur Cup.
Segue nell'estate 1967 George Mihaljevic, suo allenatore ai White Star, al St. Louis Stars. Con gli Stars ottenne il secondo posto della Western Division della NPSL, non qualificandosi per la finale della competizione. Nel 1968 partecipa, sempre nelle file degli Stars, alla prima edizione della NASL, ottenendo il terzo posto della Gulf Division.
Ritorna nel 1971 agli Stars, con cui ottiene il quarto ed ultimo posto nella Southern Division.
Terminata la carriera agonistica si dedicò all'allenamento di formazioni giovanili.

#### Nazionale

##### Olimpica
Nel 1964 gioca due incontri, segnando quattro reti, con la nazionale olimpica di calcio degli Stati Uniti d'America impegnata nelle qualificazioni ai Giochi della XVIII Olimpiade.

##### Maggiore
Gentile giocò sei incontri con la nazionale statunitense, tutti nel 1968.

#### Statistiche

##### Cronologia presenze e reti in Nazionale
| Cronologia completa delle presenze e delle reti in nazionale ― Stati Uniti | Cronologia completa delle presenze e delle reti in nazionale ― Stati Uniti | Cronologia completa delle presenze e delle reti in nazionale ― Stati Uniti | Cronologia completa delle presenze e delle reti in nazionale ― Stati Uniti | Cronologia completa delle presenze e delle reti in nazionale ― Stati Uniti | Cronologia completa delle presenze e delle reti in nazionale ― Stati Uniti | Cronologia completa delle presenze e delle reti in nazionale ― Stati Uniti | Cronologia completa delle presenze e delle reti in nazionale ― Stati Uniti |
| Data                                                                       | Città                                                                      | In casa                                                                    | Risultato                                                                  | Ospiti                                                                     | Competizione                                                               | Reti                                                                       | Note                                                                       |
| -------------------------------------------------------------------------- | -------------------------------------------------------------------------- | -------------------------------------------------------------------------- | -------------------------------------------------------------------------- | -------------------------------------------------------------------------- | -------------------------------------------------------------------------- | -------------------------------------------------------------------------- | -------------------------------------------------------------------------- |
| 15-9-1968                                                                  | New York                                                                   | Stati Uniti                                                                | 3 – 3                                                                      | Israele                                                                    | Amichevole                                                                 | -                                                                          |                                                                            |
| 20-10-1968                                                                 | Port-au-Prince                                                             | Haiti                                                                      | 3 – 6                                                                      | Stati Uniti                                                                | Amichevole                                                                 | -                                                                          |                                                                            |
| 23-10-1968                                                                 | Port-au-Prince                                                             | Haiti                                                                      | 1 – 0                                                                      | Stati Uniti                                                                | Amichevole                                                                 | -                                                                          |                                                                            |
| 27-10-1968                                                                 | Atlanta                                                                    | Stati Uniti                                                                | 1 – 0                                                                      | Canada                                                                     | Qual. Mondiali 1970                                                        | -                                                                          |                                                                            |
| 2-11-1968                                                                  | Kansas City                                                                | Stati Uniti                                                                | 6 – 2                                                                      | Bermuda                                                                    | Qual. Mondiali 1970                                                        | -                                                                          |                                                                            |
| 10-11-1968                                                                 | Hamilton                                                                   | Bermuda                                                                    | 0 – 2                                                                      | Stati Uniti                                                                | Qual. Mondiali 1970                                                        | -                                                                          |                                                                            |
| Totale                                                                     |                                                                            | Presenze                                                                   | 6                                                                          |                                                                            | Reti                                                                       | 0                                                                          |                                                                            |

#### Palmarès
- Missouri State Professional Open Cup: 1

St. Louis White Star: 1966
- Amateur Cup: 1

St. Louis White Star: 1966

### Baseball
Contemporaneamente al calcio, Gentile si dedica al baseball, giocando dal 1964 al 1966 nella squadra della Saint Louis University. Nel 1966 gioca come esterno per i Marion Mets, società affiliata ai New York Mets.

### Football Americano
Nel 1969, a seguito della crisi finanziaria della NASL, Gentile firma come kicker per gli Houston Oilers. Rimarrà in forza agli Oilers sino all'agosto dell'anno seguente.